# Mare Serenitatis

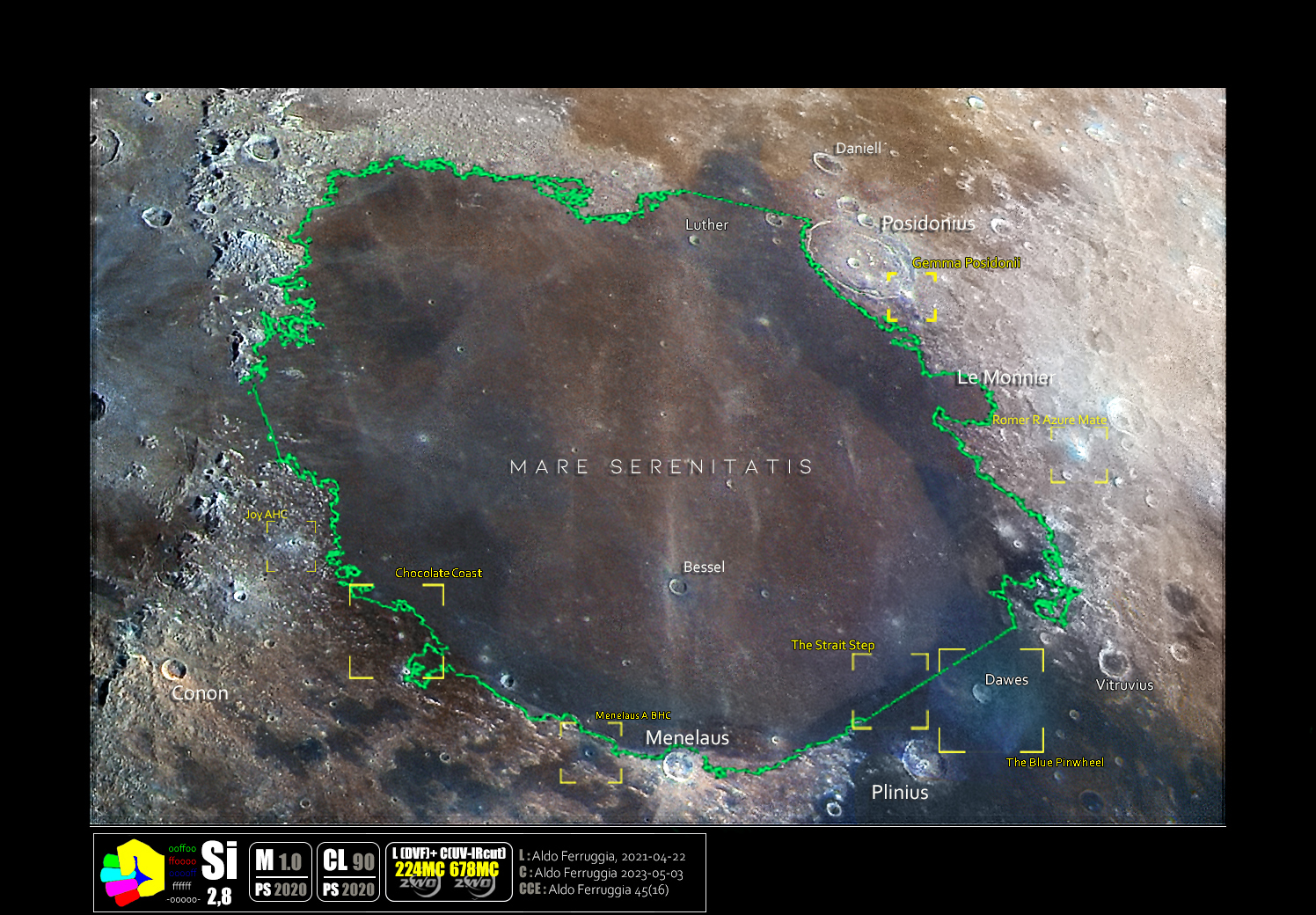
Immagine di mare Serenitatis in formato Si, con alcuni reperi. Vedi anche:

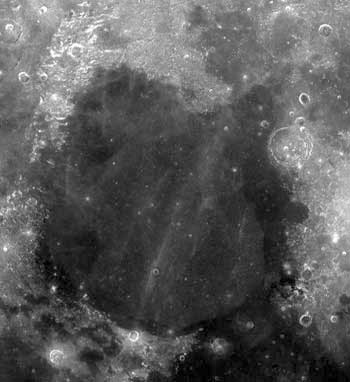
Fotografia del mare Serenitatis.

Il mare della Serenità (in latino Mare Serenitatis) è un mare lunare che si trova sul lato visibile della Luna, a est del mare Imbrium.

## Descrizione
Il mare della Serenità si trova all'interno del bacino Serenitatis, la cui formazione risale al periodo Nettariano, il materiale che lo circonda risale all'Imbriano inferiore mentre il materiale all'interno risale all'Imbriano superiore. Il mare di basalto ricopre la maggior parte del bacino e straripa a nord-est nel Lacus Somniorum.
La caratteristica maggiormente degna di nota è il cratere Posidonius che si trova al bordo nord-est del mare, a sud del Lacus Somniorum. L'anello montuoso orientale è piuttosto indefinito, ad eccezione del Montes Haemus.
Serenitatis è connesso con il mare Tranquillitatis a sud-est e confina con il mare Vaporum a sud-ovest.
Il mare è un esempio di concentrazione di massa, una regione a gravità anomala sulla Luna.
Sia la sonda Luna 21 che l'Apollo 17 hanno allunato vicino al bordo orientale del mare Serenitatis, nell'area del Montes Taurus.

## Influenza culturale
- Il mare è uno degli occhi del volto umano che alcuni credono di vedere sulla Luna, l'altro occhio è il mare Imbrium.
- Nella serie Sailor Moon, il mare Serenitatis è stato la sede del Silver Millennium.
- Il mare è menzionato ne La sentinella di Arthur C. Clarke.